# Sydney Meyer
Sydney Meyer (London, 15 settembre 1995) è un'attrice canadese.

## Biografia
Nata a London, in Ontario, ha origini britanniche da parte di sua madre e sud-africane da parte di suo padre; è l'ultimo genita di tre figli, difatti ha due fratelli più grandi.
Ha frequentato la Lester B. Pearson School for the Arts in giovane età, capendo però come non facesse per lei quell'ambiente. All'età di quindici anni si è spostata a Toronto, continuando i suoi studi alla A.B. Lucas Secondary School. Nel frattempo, ha frequentato dei corsi estivi alla Stratford Shakespeare School e danzato alla Royal Winnipeg Ballet. Per concludere la sua formazione, si è poi iscritta all'American Academy of Dramatic Arts, a Los Angeles.

## Vita privata
Nel giugno 2020, Sydney ha annunciato il fidanzamento con l'attore canadese Alex Ozerov, in seguito i due si sono sposati nel marzo 2021.

## Filmografia

### Cinema
- Alleluia! The Devil's Carnival, regia di Darren Lynn Bousman (2016)
- Level 16, regia di Danishka Esterhazy (2018)

### Televisione
- Brainwashed – serie TV, episodio 1x06 (2013)
- Degrassi: The Next Generation – serie TV, episodio 13x03 (2013)
- Saving Hope – serie TV, episodio 5x09 (2017)
- The Expanse – serie TV, episodio 3x06 (2018)
- Shadowhunters (Shadowhunters - The Mortal Instruments) – serie TV, 4 episodi (2019)
- Departure – serie TV, 3 episodi (2019)
- V Wars – serie TV, 7 episodi (2019)
- Daughter Dearest, regia di Michelle Ouellet – film TV (2020)
- Transplant – serie TV, episodio 1x10 (2020)
- Grand Army – serie TV, 7 episodi (2020)
- Bugie mortali (Pretty Cheaters, Deadly Lies), regia di Leo Scherman – film TV (2020)
- I misteri di Murdoch (Murdoch Mysteries) – serie TV, episodio 14x05 (2021)
- Slasher – serie TV, 8 episodi (2021)
- Y - L'ultimo uomo (Y: The Last Man) – serie TV, 5 episodi (2021)
- The Good Doctor – serie TV, episodio 6x08 (2022)

### Cortometraggi
- Sprnva, regia di Peter Mishara (2014)
- Rita Mahtoubian Is Not a Terrorist, regia di Roja Gashtili e Julia Lerman (2015)
- Seeds, regia di Andre Newell (2016)
- Separation, regia di Andrew Jeffrey (2017)
- L for Loser, regia di Dempsey Bryk (2021)

## Doppiatrici italiane
Nelle versioni in italiano delle opere in cui ha recitato, Sydney Meyer è stata doppiata da:
- Sara Ferranti in Shadowuhunters[7]
- Tiziana Martello in Departure[8]
- Perla Liberatori in V Wars[9]
- Lucrezia Marricchi in Grand Army[10]
- Emanuela Ionica in Transplant[11]
- Martina Felli in The Good Doctor[12]